# منطقة زيندر
منطقة زيندر (بالفرنسية: Zinder)‏ هي منطقة في النيجر، بلغ عدد سكانها 3,539,764  نسمة وذلك حسب إحصائيات سنة 2012، عاصمتها زندر، تبلغ مساحتها 145,430.0 كيلومتر مربع.

## الموقع
تشترك في الحدود مع:
- منطقة ديفا
  - ولاية كاتسينا
  - ولاية جيغاوة
  - منطقة مرادي
  - منطقة أغاديس
  - ولاية يوبي.